# Sapporo
Thành phố Sapporo (札幌市 (Trát Hoảng thị) Sapporo-shi) là thủ phủ của tỉnh Hokkaidō, phía bắc Nhật Bản, và là một thành phố quốc gia. Sapporo có dân số đứng hạng thứ năm và diện tích đứng thứ ba ở Nhật Bản.
Nhiều người biết đến Sapporo là nơi đăng cai Thế vận hội mùa đông 1972. Đây cũng là nơi tổ chức Lễ hội Tuyết yuki matsuri mỗi mùa đông, thường thu hút 2 triệu khách du lịch từ khắp nơi trên thế giới.

## Lịch sử
Từ xưa, vùng đất Sapporo là nhà của cộng đồng dân tộc Ainu. Năm 1866, cuối thời kì Edo, bắt đầu xây dựng một con kênh đào từ Aomori qua vùng đất này, và những người đi khai hoang bắt đầu lập nên khu làng Sapporo. Cái tên này được lấy từ tiếng Ainu sat poro pet (サッ・ポロ・ペッ), nghĩa là "con sông lớn chảy qua đồng bằng", ám chỉ sông Toyohira.
Năm 1868 (năm được coi là ra đời Sapporo), chính phủ Minh Trị thiết lập quyền hành ở Hokkaido, thời điểm mà các cảng biển ở Hakodate nằm trong khu vực bất lợi cho phát triển và quân sự. Cuối cùng, một thủ phủ mới, nằm trên đồng bằng Ishikari, được thiết lập. Bản thân nó đã cung cấp một vùng đất bằng phẳng rộng lớn, khác thường, tương đối hiếm thấy với địa lý của Hokkaido.
Từ 1870 đến 1871, Kiyotaka Kuroda, phó chủ tịch Hội đồng phát triển Hokkaido, đã mở rộng quan hệ với chính phủ Hoa Kỳ. Thành phố được xây dựng theo phong cách Mỹ, từ đường phố đến những khu nhà ở. Kết quả là, Horace Capron, Bộ trưởng Nông nghiệp dưới thời Tổng thống Ulysses S. Grant, trở thành oyatoi gaikokujin và được bổ nhiệm làm cố vấn đặc biệt của hội đồng. Việc xây dựng bắt đầu xung quanh công viên Odori. Thành phố xây dựng đường phố theo nguyên tắc bàn cờ và chia các khu nhà thành dãy theo kiểu phương Tây.
Sự tiếp tục mở rộng của người Nhật vào Hokkaido tiếp tục, chủ yếu là do di cư từ đảo chính Honshu và nó phát triển tột độ.
Edwin Dun đã đến Sapporo để thành lập trại chăn nuôi cừu và gia súc vào năm 1876. Ông cũng nuôi chăn nuôi lợn và làm bơ, phô mai, giăm bông và xúc xích. Ông đã kết hôn hai lần với phụ nữ Nhật Bản. Ông đã từng quay trở lại Mỹ vào năm 1883 nhưng trở về Nhật Bản với tư cách là một thư ký của chính phủ.
William S. Clark, từng là chủ tịch của Đại học Nông nghiệp Massachusetts (nay là Đại học Massachusetts Amherst), đã trở thành phó chủ tịch kiêm người sáng lập Cao đẳng Nông nghiệp Sapporo (hiện tại là Đại học Hokkaido) chỉ trong tám tháng từ 1876 đến 1877. Ông dạy các môn học về khoa học và giảng về Kinh Thánh như một khóa học "đạo đức", giới thiệu các nguyên tắc Kitô giáo cho khóa đầu Đại học.
Năm 1880, toàn bộ khu vực của Sapporo được đổi tên thành "Sapporo-ku" (Phường Sapporo), và một tuyến đường sắt giữa Sapporo và Temiya, Otaru đã được xây. Năm đó, Hōheikan, một khách sạn và nơi tiếp tân cho các cuộc viếng thăm các quan chức và chức sắc, đã được xây dựng liền kề với công viên Odori. Sau đó, nó đã được chuyển đến công viên Nakajima mà nó vẫn còn tồn tại đến ngày nay. Hai năm sau, với việc bãi bỏ Kaitaku-shi, Hokkaidō được chia thành ba quận: Hakodate, Sapporo và Nemuro. Tên của khu đô thị ở Sapporo vẫn là Sapporo-ku, trong khi phần còn lại của khu vực ở Sapporo-ku được đổi thành Sapporo-gun. Tòa nhà văn phòng của Sapporo-ku cũng nằm trong khu đô thị.
Các quận của Sapporo, Hakodate và Nemuro đã bị bãi bỏ vào năm 1886 và Tòa nhà văn phòng chính phủ Hokkaidō, một cấu trúc kiểu tân baroque của Mỹ với gạch đỏ, xây năm 1888. Đội hình cuối của Tondenhei, những người lính tiên phong ở Hokkaido, định cư tại Tonden ở Kita-ku, Sapporo. Sapporo-ku quản lý xung quanh Sapporo-gun cho đến năm 1899, khi hệ thống quận mới được công bố. Sau năm đó, Sapporo-ku đã không kiểm soát Sapporo-gun. "ku" (quận) được thi hành từ năm 1899 là một quyền tự trị lớn hơn một chút so với các thị trấn và nhỏ hơn các thành phố. Tại Hokkaido vào thời điểm đó, Hakodate-ku và Otaru-ku cũng tồn tại.

### Thế kỷ XX

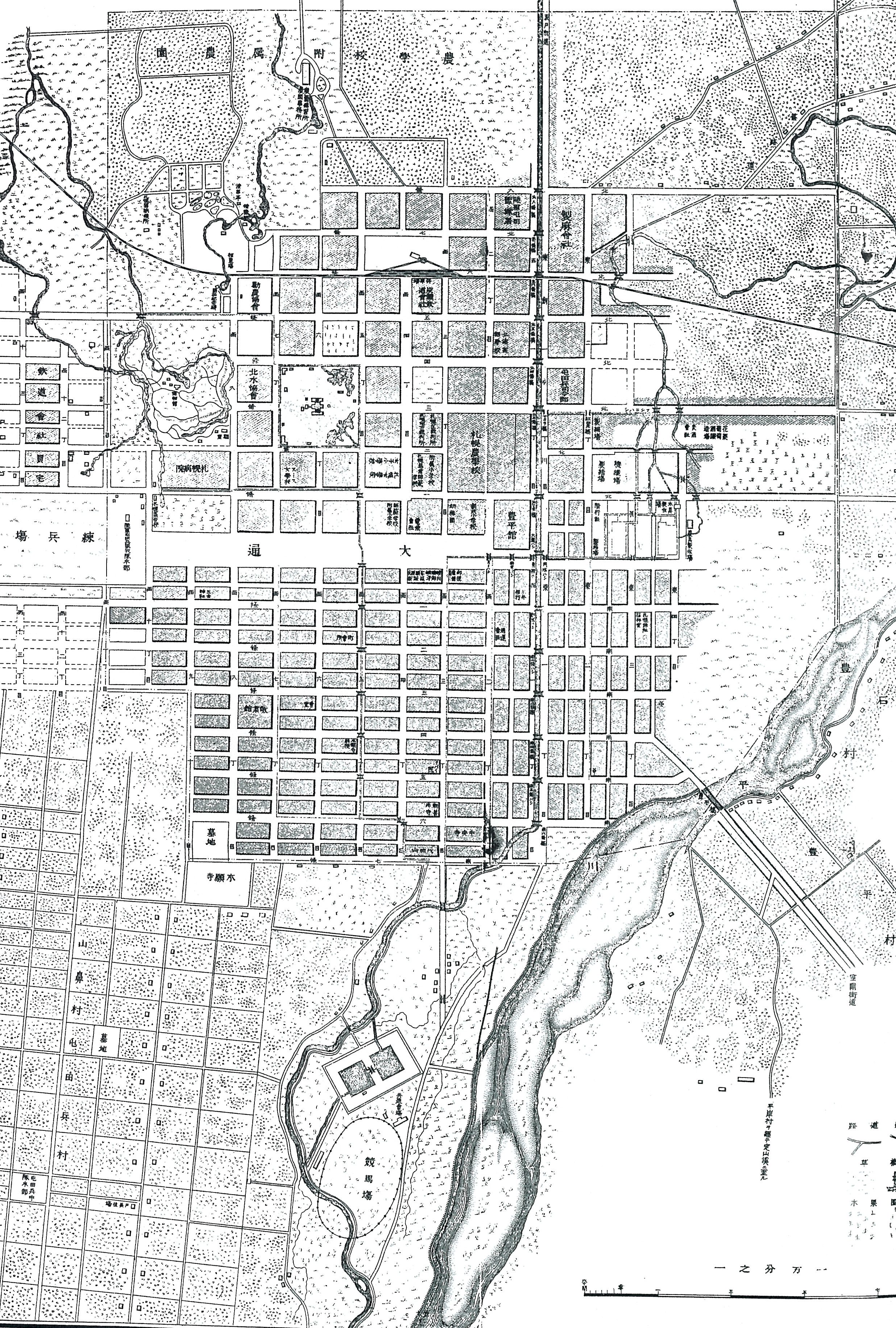
Bản đồ thành phố Sapporo năm 1891

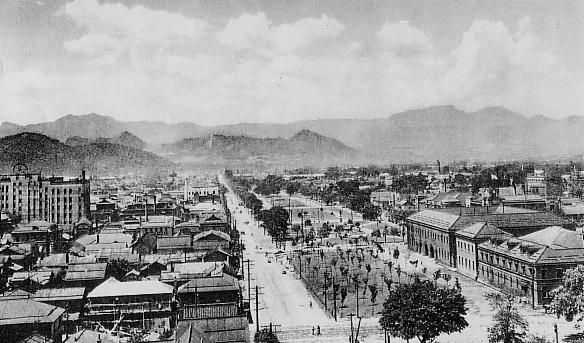
Công viên Odori năm 1936

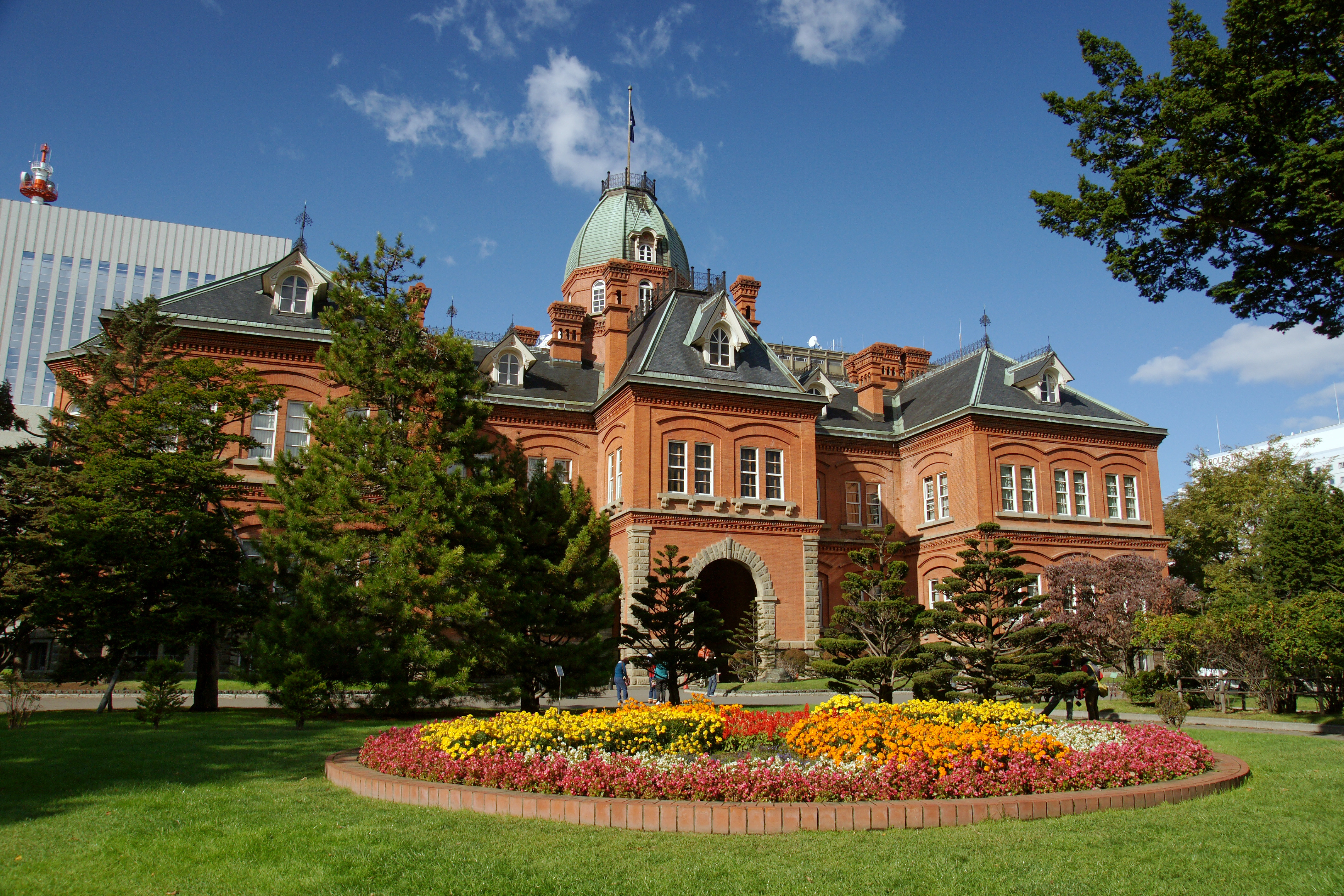
The Former Hokkaido Government Office Building

Năm 1907, Đại học Hoàng gia Tohoku được thành lập tại Sendai, quận Miyagi và Cao đẳng Nông nghiệp Sapporo được kiểm soát bởi Đại học. Một phần của các làng lân cận bao gồm làng Sapporo, làng Naebo, làng Kami Shiroishi và các quận nơi Tonden-hei đã định cư, đã được hợp nhất vào Sapporo-ku vào năm 1910.
Xe điện Sapporo được khai trương vào năm 1918 và Đại học Hoàng gia Hokkaido được thành lập tại Sapporo-ku, là Đại học Hoàng gia thứ năm tại Nhật Bản. Một tuyến đường sắt khác hoạt động ở Sapporo, đường sắt Jōzankei, cuối cùng đã bị phá bỏ vào năm 1969.
Năm 1922, hệ thống thành phố mới được chính quyền Tokyo công bố và Sapporo-ku chính thức được đổi thành Thành phố Sapporo. Hệ thống xe buýt thành phố Sapporo bắt đầu vận hành vào năm 1930. Năm 1937, Sapporo được chọn làm nơi diễn ra Thế vận hội Mùa đông 1940, nhưng do Chiến tranh Trung-Nhật, sự kiện này đã bị hủy bỏ vào năm sau. Thị trấn Maruyama được hợp nhất là một phần của Chūō-ku vào năm 1940 và Sân bay Okadama được xây dựng vào năm 1942.
Lễ hội tuyết Sapporo đầu tiên được tổ chức vào năm 1950. Cùng năm đó, làng Shiroishi liền kề được sáp nhập vào thành phố Sapporo. Năm 1955, thị trấn Kotoni, toàn bộ làng Sapporo và làng Shinoro đã được sáp nhập vào thành phố Sapporo, trở thành một phần của Chūō-ku, Kita-ku, Higashi-ku, Nishi-ku và Teine-ku. Việc mở rộng của Sapporo tiếp tục với việc sáp nhập thị trấn Toyohira vào năm 1961 và thị trấn Teine vào năm 1967, mỗi nơi trở thành một phần của Toyohira-ku, Kiyota-ku và Teine-ku.
Buổi lễ kỷ niệm 100 năm thành lập thành phố Sapporo và Hokkaido được tổ chức vào năm 1968. Hệ thống tàu điện ngầm thành phố Sapporo đã được khánh thành vào năm 1971, khiến cho nó là thành phố thứ tư ở Nhật Bản có hệ thống tàu điện ngầm. Từ ngày 3 đến ngày 13 tháng 2 năm 1972, Thế vận hội Mùa đông 1972 khai mạc - thế vận hội mùa đông đầu tiên được tổ chức ở châu Á. Vào ngày 1 tháng 4 cùng năm, Sapporo được chỉ định là một trong những thành phố cấp quốc gia bởi sắc lệnh của chính phủ, và bảy phường được thành lập. Buổi biểu diễn công khai cuối cùng của ca sĩ opera Maria Callas là ở Sapporo tại Hokkaido Koseinenkin Kaikan vào ngày 11 tháng 11 năm 1974. Tàu điện ngầm thành phố Sapporo được mở rộng khi tuyến Tōzai bắt đầu hoạt động vào năm 1976 và tuyến Tōhō được mở vào năm 1988. Năm 1989, Atsubetsu-ku và Teine-ku được tách ra khỏi Shiroishi-ku và Nishi-ku. Các sự kiện thường niên ở Sapporo bắt đầu, chẳng hạn như Liên hoan âm nhạc Thái Bình Dương năm 1990 và Lễ hội Yosakoi Sōran năm 1992. Một câu lạc bộ bóng đá chuyên nghiệp, Consadole Sapporo, được thành lập vào năm 1996. Năm 1997, Kiyota-ku đã được tách ra từ Toyohira-ku. Cùng năm đó, Ngân hàng Hokkaidō Takushoku, một ngân hàng có trụ sở tại Hokkaido có trụ sở tại Odori, đã phá sản.

### Thế kỷ XXI

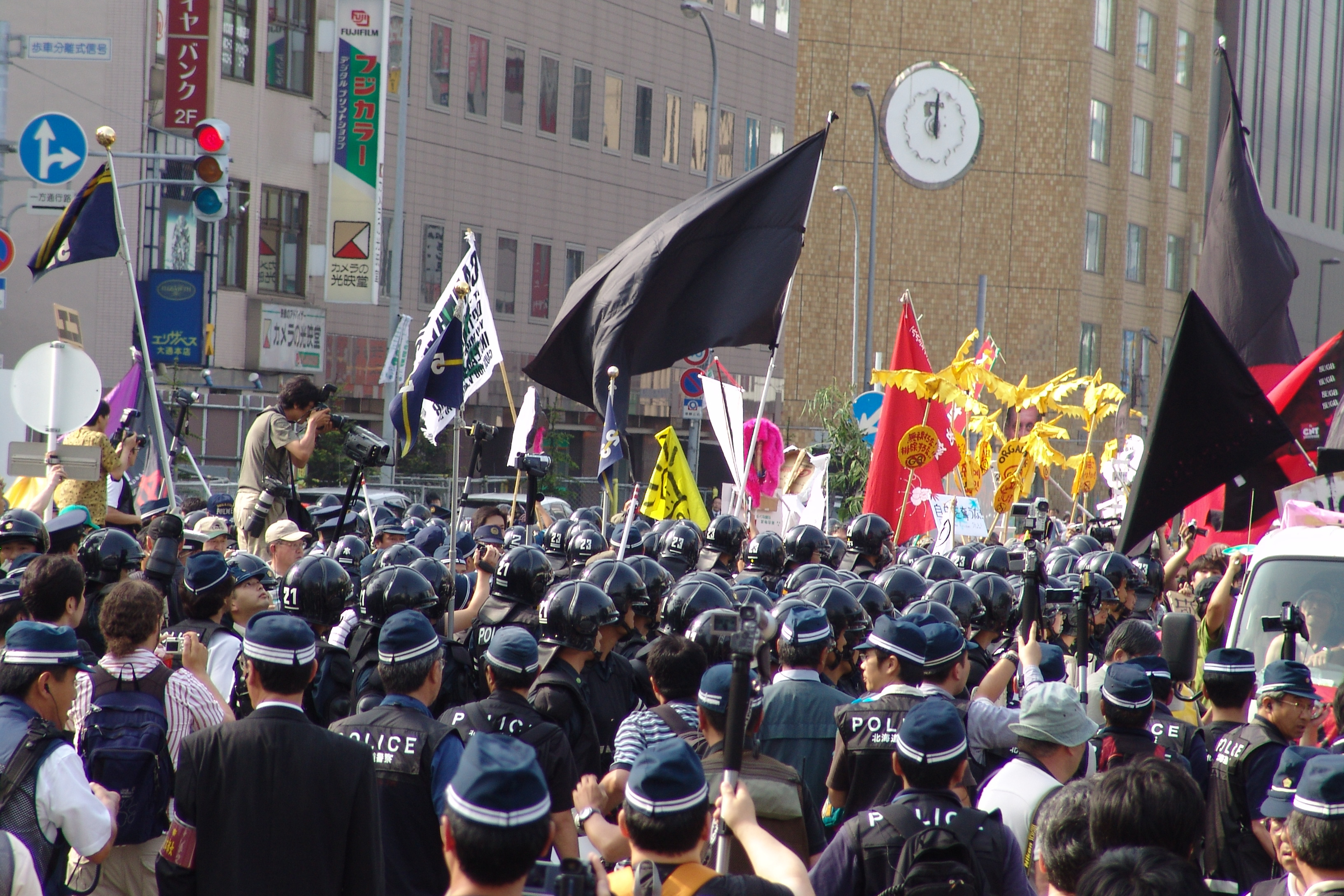
Cuộc biểu tình Hội nghị thượng đỉnh G8 lần thứ 34 diễn ra vào năm 2008

Năm 2001, việc xây dựng Sapporo Dome đã hoàn thành và năm 2002, sân đã tổ chức ba trận đấu cho FIFA World Cup; Đức đấu với Ả Rập Xê Út, Argentina và Anh và Ý với Ecuador, tất cả đều ở vòng đầu tiên. Fumio Ueda, được bầu làm thị trưởng thành phố Sapporo đầu tiên vào năm 2003. Sapporo trở thành nhà của một số đội như Đội bóng rổ chuyên nghiệp Nippon, Hokkaido Nippon-Ham Fighters, năm 2004 đã giành chiến thắng Series Nhật Bản 2006, và cuộc diễu hành chiến thắng đã được tổ chức tại Ekimae-Dōri (một con đường phía trước Ga Sapporo) vào tháng 2 năm 2007.
Hội nghị thượng đỉnh G8 lần thứ 34 diễn ra tại Tōyako vào năm 2008, và một số người bao gồm các nhà hoạt động chống toàn cầu hóa đã diễu hành ở trung tâm thành phố để phản đối. Các sĩ quan cảnh sát đã được lệnh tập trung tại Sapporo từ khắp Nhật Bản và tin tức cho biết bốn người đã bị bắt trong các cuộc biểu tình. Tuyến Hokkaidō Shinkansen, hiện đang kết nối Honshu với Hakodate thông qua đường hầm Seikan, được lên kế hoạch liên kết với Sapporo vào năm 2030.

## Địa lý

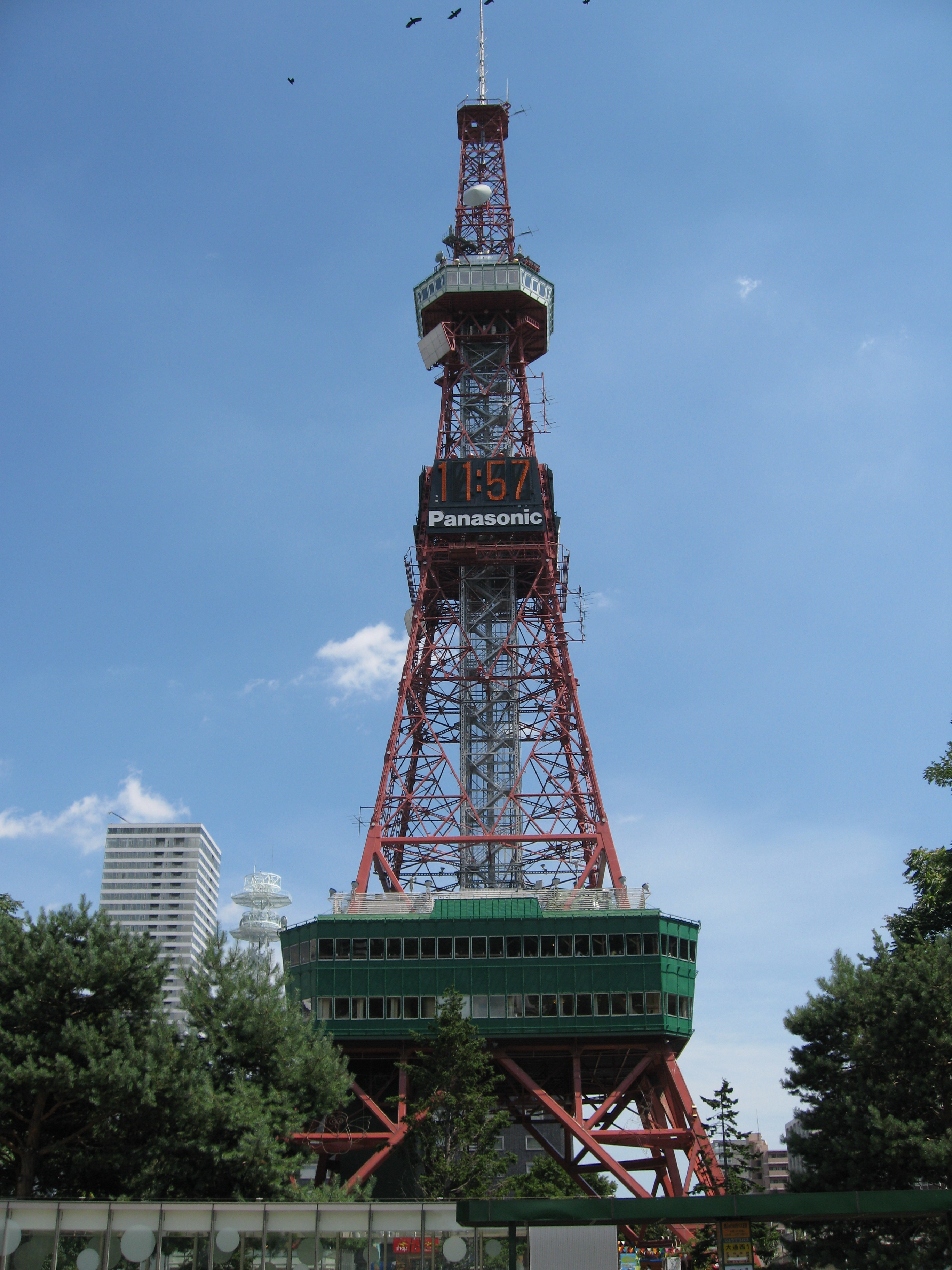
Tháp truyền hình Sapporo nằm ở phía tây sông Sōsei

Sapporo là một thành phố nằm ở phía tây nam của đồng bằng Ishikari và quạt phù sa của sông Toyohira, một nhánh của sông Ishikari. Phần phía tây và phía nam của Sapporo có một số ngọn núi bao gồm núi Teine, núi Maruyama và núi Moiwa, cũng như nhiều con sông bao gồm sông Ishikari, sông Toyohira và sông Sōsei.
Sapporo có nhiều công viên, bao gồm công viên Odori, nằm ở trung tâm thành phố và tổ chức một số sự kiện và lễ hội hàng năm. Công viên Moerenuma cũng là một trong những công viên lớn nhất ở Sapporo và được xây dựng theo kế hoạch của Isamu Noguchi, một nghệ sĩ và kiến trúc sư cảnh quan người Mỹ gốc Nhật.
Các thành phố lân cận là Ishikari, Ebetsu, Kitahiroshima, Eniwa, Chitose, Otaru, Date và các thị trấn liền kề là Tōbetsu, Kimobetsu, Kyōgoku.

### Khí hậu
Sapporo có khí hậu lục địa ẩm (Köppen: Dfa), với một phạm vi nhiệt độ rộng giữa mùa hè và mùa đông. Mùa hè thường ấm áp nhưng không quá ẩm ướt và mùa đông thì lạnh và rất nhiều tuyết, với lượng tuyết rơi trung bình là 5,96 mét một năm. Sapporo là một trong số ít các đô thị trên thế giới có tuyết rơi dày như vậy, cho phép nó tổ chức các sự kiện và lễ hội với tuyết lớn. Tuyết rơi dày là do vùng áp cao Siberia phát triển trên khối đất Á-Âu và vùng áp thấp Aleutia phát triển trên bắc Thái Bình Dương, dẫn đến một luồng không khí lạnh về phía đông nam qua Tsushima và phía tây Hokkaido. Lượng mưa trung bình hàng năm của thành phố là khoảng 1100 mm và nhiệt độ trung bình hàng năm là 8,5 °C.
| Dữ liệu khí hậu của Sapporo (1991−2020 normals, extremes 1877−present)           | Dữ liệu khí hậu của Sapporo (1991−2020 normals, extremes 1877−present) | Dữ liệu khí hậu của Sapporo (1991−2020 normals, extremes 1877−present) | Dữ liệu khí hậu của Sapporo (1991−2020 normals, extremes 1877−present) | Dữ liệu khí hậu của Sapporo (1991−2020 normals, extremes 1877−present) | Dữ liệu khí hậu của Sapporo (1991−2020 normals, extremes 1877−present) | Dữ liệu khí hậu của Sapporo (1991−2020 normals, extremes 1877−present) | Dữ liệu khí hậu của Sapporo (1991−2020 normals, extremes 1877−present) | Dữ liệu khí hậu của Sapporo (1991−2020 normals, extremes 1877−present) | Dữ liệu khí hậu của Sapporo (1991−2020 normals, extremes 1877−present) | Dữ liệu khí hậu của Sapporo (1991−2020 normals, extremes 1877−present) | Dữ liệu khí hậu của Sapporo (1991−2020 normals, extremes 1877−present) | Dữ liệu khí hậu của Sapporo (1991−2020 normals, extremes 1877−present) | Dữ liệu khí hậu của Sapporo (1991−2020 normals, extremes 1877−present) |
| Tháng                                                                            | 1                                                                      | 2                                                                      | 3                                                                      | 4                                                                      | 5                                                                      | 6                                                                      | 7                                                                      | 8                                                                      | 9                                                                      | 10                                                                     | 11                                                                     | 12                                                                     | Năm                                                                    |
| -------------------------------------------------------------------------------- | ---------------------------------------------------------------------- | ---------------------------------------------------------------------- | ---------------------------------------------------------------------- | ---------------------------------------------------------------------- | ---------------------------------------------------------------------- | ---------------------------------------------------------------------- | ---------------------------------------------------------------------- | ---------------------------------------------------------------------- | ---------------------------------------------------------------------- | ---------------------------------------------------------------------- | ---------------------------------------------------------------------- | ---------------------------------------------------------------------- | ---------------------------------------------------------------------- |
| Cao kỉ lục °C (°F)                                                               | 11.2 (52.2)                                                            | 10.8 (51.4)                                                            | 18.3 (64.9)                                                            | 28.0 (82.4)                                                            | 34.2 (93.6)                                                            | 33.7 (92.7)                                                            | 36.0 (96.8)                                                            | 36.2 (97.2)                                                            | 32.7 (90.9)                                                            | 27.3 (81.1)                                                            | 22.4 (72.3)                                                            | 14.8 (58.6)                                                            | 36.2 (97.2)                                                            |
| Trung bình tối đa °C (°F)                                                        | 5.1 (41.2)                                                             | 7.0 (44.6)                                                             | 12.3 (54.1)                                                            | 21.3 (70.3)                                                            | 27.4 (81.3)                                                            | 29.0 (84.2)                                                            | 31.4 (88.5)                                                            | 32.0 (89.6)                                                            | 28.8 (83.8)                                                            | 22.7 (72.9)                                                            | 17.2 (63.0)                                                            | 9.4 (48.9)                                                             | 32.7 (90.9)                                                            |
| Trung bình ngày tối đa °C (°F)                                                   | −0.4 (31.3)                                                            | 0.4 (32.7)                                                             | 4.5 (40.1)                                                             | 11.7 (53.1)                                                            | 17.9 (64.2)                                                            | 21.8 (71.2)                                                            | 25.4 (77.7)                                                            | 26.4 (79.5)                                                            | 22.8 (73.0)                                                            | 16.4 (61.5)                                                            | 8.7 (47.7)                                                             | 2.0 (35.6)                                                             | 13.1 (55.6)                                                            |
| Trung bình ngày °C (°F)                                                          | −3.2 (26.2)                                                            | −2.7 (27.1)                                                            | 1.1 (34.0)                                                             | 7.3 (45.1)                                                             | 13.0 (55.4)                                                            | 17.0 (62.6)                                                            | 21.1 (70.0)                                                            | 22.3 (72.1)                                                            | 18.6 (65.5)                                                            | 12.1 (53.8)                                                            | 5.2 (41.4)                                                             | −0.9 (30.4)                                                            | 9.2 (48.6)                                                             |
| Tối thiểu trung bình ngày °C (°F)                                                | −6.4 (20.5)                                                            | −6.2 (20.8)                                                            | −2.4 (27.7)                                                            | 3.4 (38.1)                                                             | 9.0 (48.2)                                                             | 13.4 (56.1)                                                            | 17.9 (64.2)                                                            | 19.1 (66.4)                                                            | 14.8 (58.6)                                                            | 8.0 (46.4)                                                             | 1.6 (34.9)                                                             | −4.0 (24.8)                                                            | 5.7 (42.3)                                                             |
| Trung bình tối thiểu °C (°F)                                                     | −11.8 (10.8)                                                           | −11.7 (10.9)                                                           | −7.9 (17.8)                                                            | −1.4 (29.5)                                                            | 3.9 (39.0)                                                             | 9.0 (48.2)                                                             | 13.7 (56.7)                                                            | 14.7 (58.5)                                                            | 8.7 (47.7)                                                             | 2.1 (35.8)                                                             | −4.6 (23.7)                                                            | −9.0 (15.8)                                                            | −12.8 (9.0)                                                            |
| Thấp kỉ lục °C (°F)                                                              | −27.0 (−16.6)                                                          | −28.5 (−19.3)                                                          | −22.6 (−8.7)                                                           | −14.6 (5.7)                                                            | −4.2 (24.4)                                                            | 0.0 (32.0)                                                             | 5.2 (41.4)                                                             | 5.3 (41.5)                                                             | −0.9 (30.4)                                                            | −4.4 (24.1)                                                            | −15.5 (4.1)                                                            | −24.7 (−12.5)                                                          | −28.5 (−19.3)                                                          |
| Lượng Giáng thủy trung bình mm (inches)                                          | 108.4 (4.27)                                                           | 91.9 (3.62)                                                            | 77.6 (3.06)                                                            | 54.6 (2.15)                                                            | 55.5 (2.19)                                                            | 60.4 (2.38)                                                            | 90.7 (3.57)                                                            | 126.8 (4.99)                                                           | 142.2 (5.60)                                                           | 109.9 (4.33)                                                           | 113.8 (4.48)                                                           | 114.5 (4.51)                                                           | 1.146,1 (45.12)                                                        |
| Lượng tuyết rơi trung bình cm (inches)                                           | 137 (54)                                                               | 116 (46)                                                               | 74 (29)                                                                | 6 (2.4)                                                                | 0 (0)                                                                  | 0 (0)                                                                  | 0 (0)                                                                  | 0 (0)                                                                  | 0 (0)                                                                  | 1 (0.4)                                                                | 30 (12)                                                                | 113 (44)                                                               | 479 (189)                                                              |
| Số ngày giáng thủy trung bình (≥ 0.5 mm)                                         | 22.1                                                                   | 19.2                                                                   | 18.3                                                                   | 12.3                                                                   | 10.2                                                                   | 9.3                                                                    | 9.4                                                                    | 10.5                                                                   | 11.7                                                                   | 14.0                                                                   | 18.3                                                                   | 19.9                                                                   | 175.1                                                                  |
| Độ ẩm tương đối trung bình (%)                                                   | 69                                                                     | 68                                                                     | 65                                                                     | 61                                                                     | 65                                                                     | 72                                                                     | 75                                                                     | 75                                                                     | 71                                                                     | 67                                                                     | 67                                                                     | 68                                                                     | 69                                                                     |
| Điểm sương trung bình °C (°F)                                                    | −8 (18)                                                                | −8 (18)                                                                | −5 (23)                                                                | −1 (30)                                                                | 6 (43)                                                                 | 12 (54)                                                                | 16 (61)                                                                | 18 (64)                                                                | 13 (55)                                                                | 6 (43)                                                                 | 0 (32)                                                                 | −6 (21)                                                                | 4 (39)                                                                 |
| Số giờ nắng trung bình tháng                                                     | 90.4                                                                   | 103.5                                                                  | 144.7                                                                  | 175.8                                                                  | 200.4                                                                  | 180.0                                                                  | 168.0                                                                  | 168.1                                                                  | 159.3                                                                  | 145.9                                                                  | 99.1                                                                   | 82.7                                                                   | 1.718                                                                  |
| Chỉ số tia cực tím trung bình                                                    | 1                                                                      | 1                                                                      | 1                                                                      | 3                                                                      | 4                                                                      | 5                                                                      | 5                                                                      | 5                                                                      | 4                                                                      | 2                                                                      | 1                                                                      | 1                                                                      | 3                                                                      |
| Nguồn 1: Japan Meteorological Agency                                             |                                                                        |                                                                        |                                                                        |                                                                        |                                                                        |                                                                        |                                                                        |                                                                        |                                                                        |                                                                        |                                                                        |                                                                        |                                                                        |
| Nguồn 2: Weather Atlas (UV), Time and Date (điểm sướng, 2005-2015), Météo Climat |                                                                        |                                                                        |                                                                        |                                                                        |                                                                        |                                                                        |                                                                        |                                                                        |                                                                        |                                                                        |                                                                        |                                                                        |                                                                        |

Bản mẫu:Graph:Weather monthly history

## Khu hành chính
Thành phố có 10 khu hành chính:
| Atsubetsu-ku (厚別区) (tím)                    |
| Chūō-ku (中央区) (lục) – administrative center |
| Higashi-ku (東区) (xanh da trời)               |
| Kita-ku (北区) (đỏ cam)                        |
| Kiyota-ku (清田区) (lục)                       |
| Minami-ku (南区) (đỏ)                          |
| Nishi-ku (西区) (cam)                          |
| Shiroishi-ku (白石区) (nâu)                    |
| Teine-ku (手稲区) (xanh đậm)                   |
| Toyohira-ku (豊平区) (hồng)                    |

## Kinh tế

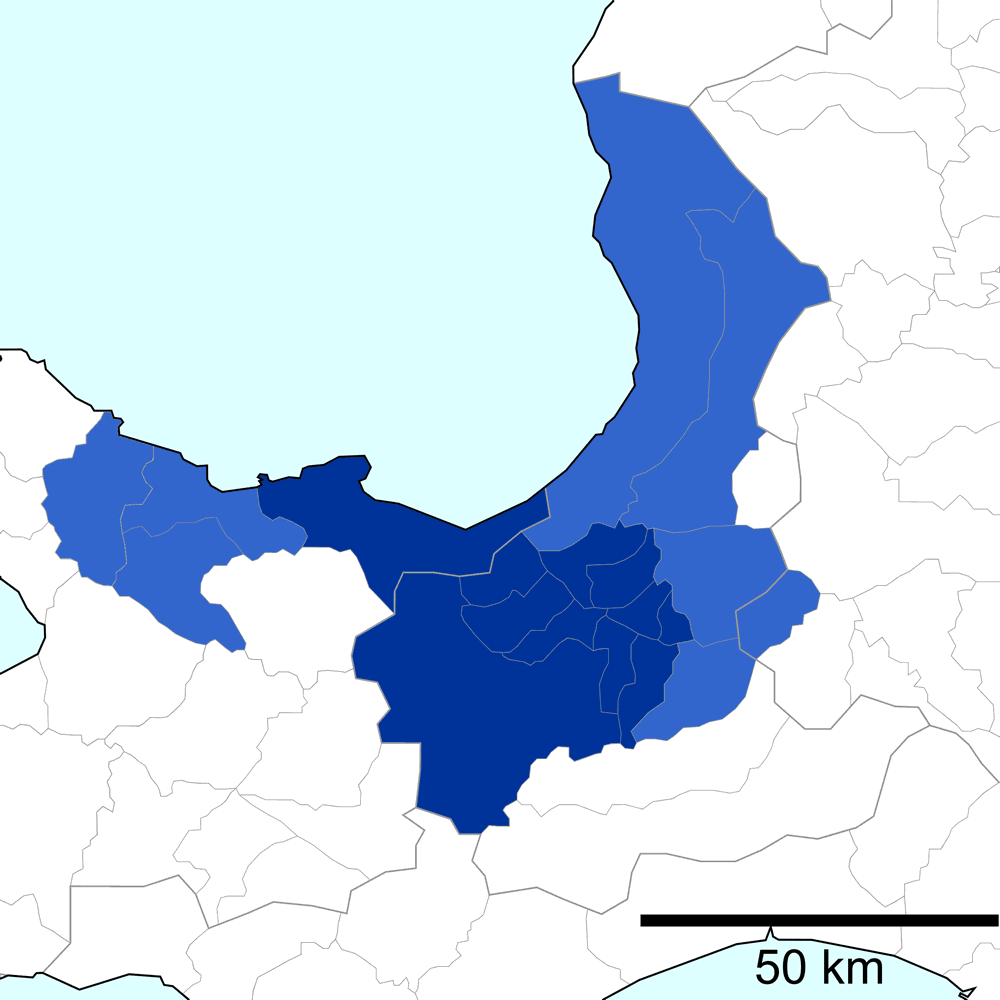
MEA Sapporo

Đại học thống trị ngành công nghiệp của Sapporo. Các ngành công nghiệp chính bao gồm công nghệ thông tin, bán lẻ và du lịch, vì Sapporo là điểm đến cho các sự kiện mùa đông và các hoạt động mùa hè do khí hậu tương đối mát mẻ.
Thành phố cũng là trung tâm sản xuất của Hokkaido, sản xuất nhiều loại hàng hóa như thực phẩm và các sản phẩm liên quan, các sản phẩm kim loại, thép, máy móc, đồ uống, bột giấy và giấy.
Hãng hàng không quốc tế Hokkaido (Air Do) có trụ sở tại Chūō-ku. Vào tháng 4 năm 2004, Air Nippon Network đặt trụ sở tại Higashi-ku.
Đại Sapporo - Khu vực việc làm đô thị Sapporo (2,3 triệu người), có tổng GDP là 84,7 tỷ USD vào năm 2010.
GDP bình quân đầu người (PPP) năm 2014 của Sapporo là 32.446 USD.

## Văn hóa và giải trí

### Âm nhạc
- 1934 - Liên hoan âm nhạc đương đại quốc tế được tổ chức bởi Akira Ifukube, Fumio Hayasaka, Atsushi Miura và Isamu Ifukube (30 tháng 9)
- 1936 - Nhà soạn nhạc người Nga Alexander Tcherepnin đến thăm Sapporo
- 1960 - Thành lập Dàn nhạc giao hưởng Sapporo
- 1962 - John Cage và David Tudor đến thăm Sapporo
- 1966 - Berlin Philharmoniker với Herbert von Karajan biểu diễn bài Bản giao hưởng số 2 của Johannes Brahms tại Sapporo Shimin Kaikan (Tháng 4)
- 1974 - Maria Callas biểu diễn công khai cuối cùng tại Hokkaido Koseinenkin Kaikan (11 tháng 11)
- 1986 - Công viên nghệ thuật Sapporo bao gồm Sân khấu ngoài trời và Hội trường nghệ thuật (27 tháng 7)
- 1990 - Liên hoan âm nhạc Thái Bình Dương (PMF) bắt đầu
- 1997 - Hội trường hòa nhạc Sapporo Kitara khai trương
- 2018 – Sapporo Community Plaza khai trương vào tháng Mười

### Nghệ thuật
- Bảo tàng nghệ thuật hiện đại Hokkaido đại diện cho các nghệ sĩ Hokkaido như Eien Iwahashi, Kinjiro Kida, Nissho Kanda, Tamako Kataoka
- Công viên nghệ thuật Sapporo chứa bảo tàng nghệ thuật với các tác phẩm sắp đặt ngoài trời & một khu vườn điêu khắc và ngôi nhà cổ của Takeo Arishima.
- Công viên Moerenuma bao gồm Kim tự tháp thủy tinh, được thiết kế bởi Isamu Noguchi
- Bảo tàng nghệ thuật Migishi Kotaro
- Bảo tàng điêu khắc tưởng niệm Hongo Shin
- Bảo tàng nghệ thuật Miyanomori
- Phòng trưng bày đường đi bộ ngầm Odori dài 500 m
- Thành viên Mạng lưới thành phố sáng tạo của UNESCO với tư cách là một Thành phố sáng tạo nghệ thuật truyền thông từ 2013
- Liên hoan nghệ thuật quốc tế Sapporo (2014/2017)

### Văn học
- Bảo tàng văn học Hokkaido
- Junichi Watanabe Bảo tàng Văn học

### Điện ảnh
- The Idiot (phim năm 1951) bởi Akira Kurosawa
- Bảo tàng văn hóa thị giác phía Bắc
- Nhà hát Kino
- Liên hoan phim ngắn quốc tế Sapporo

### Địa điểm tham quan
Tài sản văn hóa hữu hình tại Sapporo Lưu trữ ngày 24 tháng 12 năm 2007 tại Wayback Machine

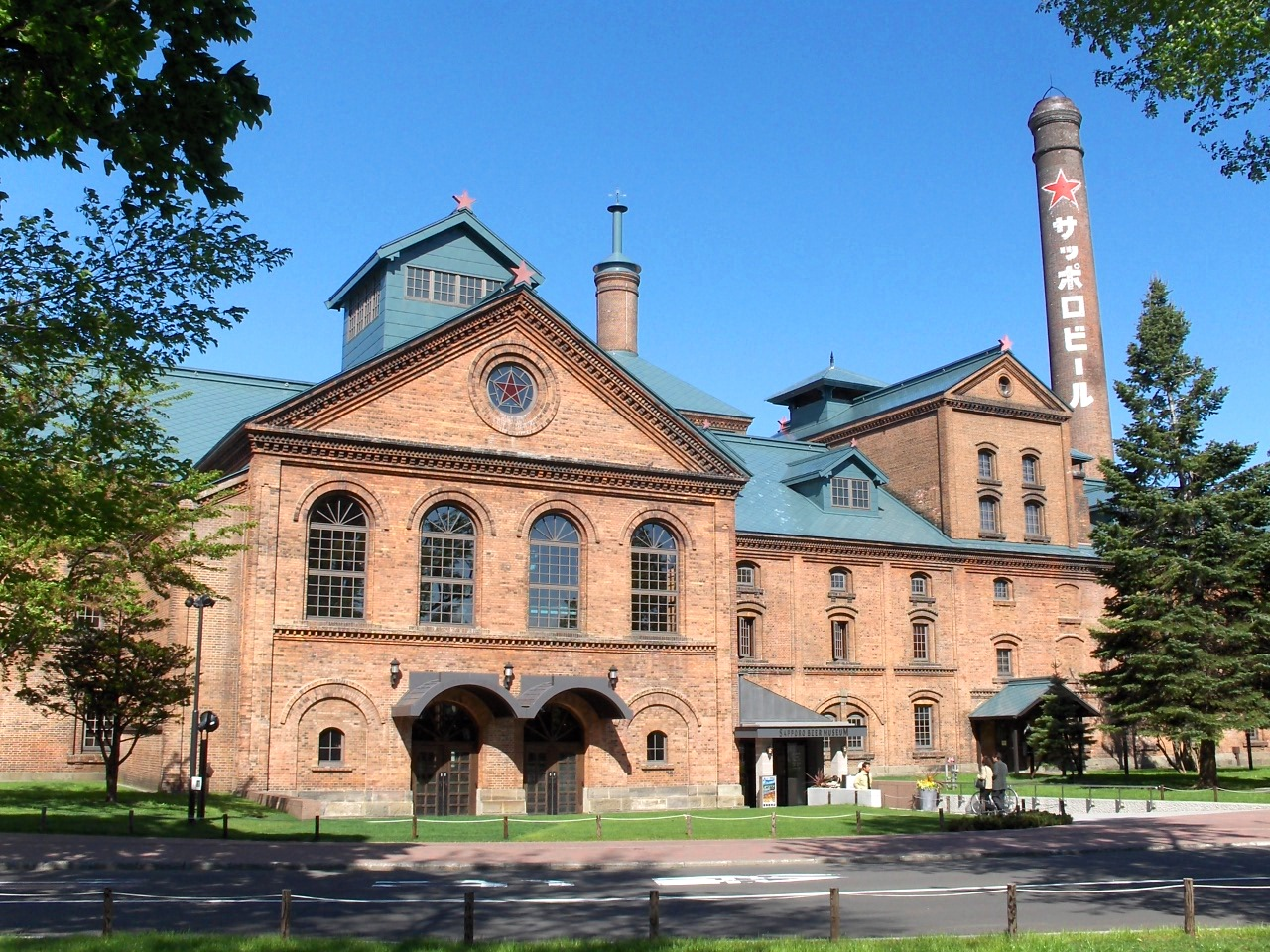
Bảo tàng bia Sapporo

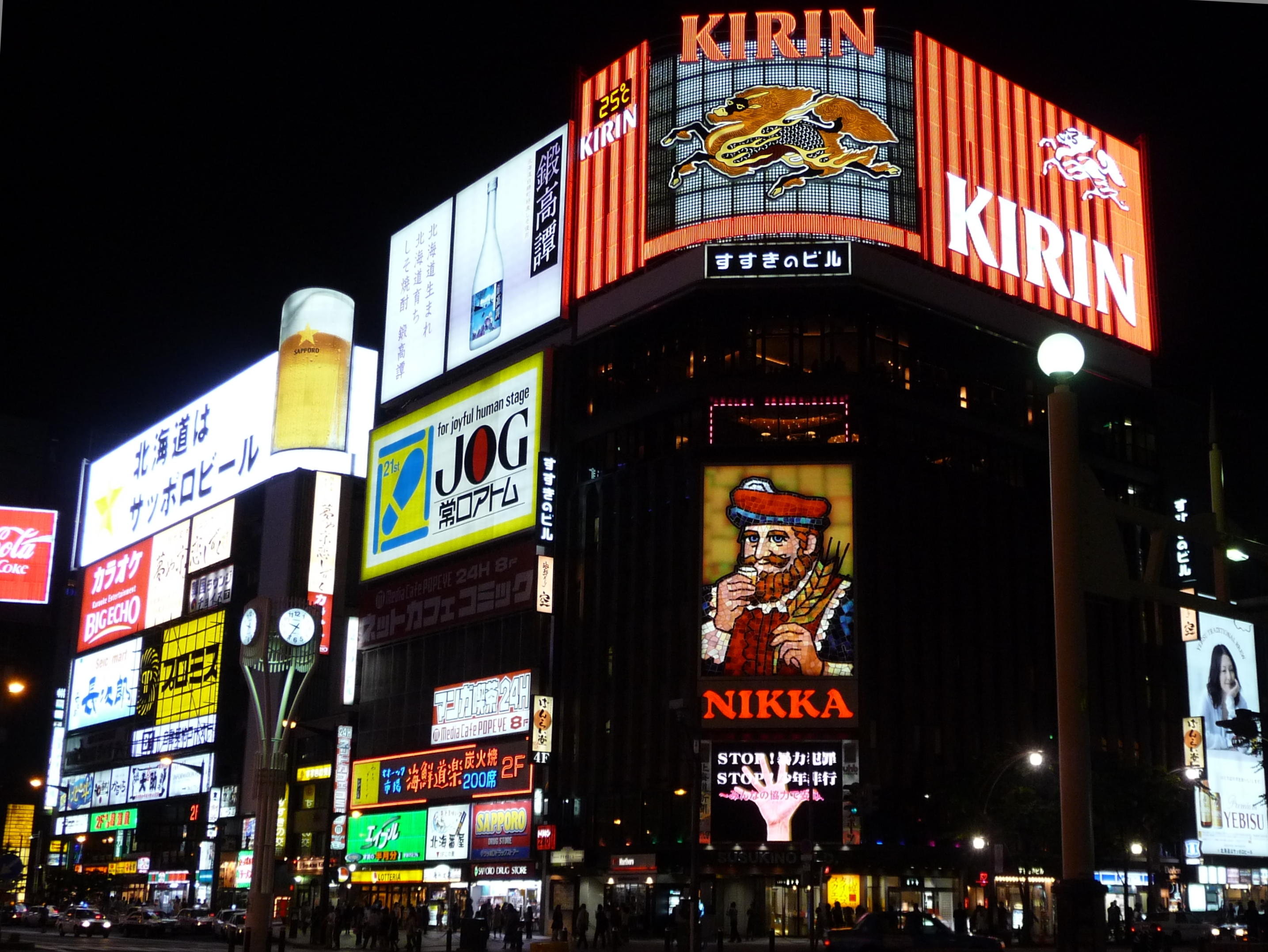
Susukino, khu giải trí của thành phố Sapporo

- Văn phòng chính phủ cũ của Hokkaidō
- Tháp đồng hồ Sapporo
- Hokkaidō Shrine
- Bảo tàng lưu trữ thành phố Sapporo　(Tòa án phúc thẩm cũ của Sapporo)
- Hội trường tưởng niệm Edwin Dun
- Đại học Hokkaido
- Bảo tàng bia Sapporo & Công ty Sapporo
- Tháp truyền hình Sapporo
- Trung tâm hội nghị Sapporo
- Bảo tàng Cá hồi Sapporo ở công viên Makomanai
- Thủy cung Sunpiazza

Tháp Sapporo JR liền kề ga Sapporo.
Sapporo Ramen Yokocho và Norubesa (một tòa nhà có vòng đu quay) nằm ở quận Susukino. Quận cũng có Khu mua sắm Tanuki Kōji, trung tâm mua sắm lâu đời nhất trong thành phố.
Quận Jōzankei ở Minami-ku là có nhiều khách sạn và có phòng tắm hơi và suối nước nóng.
Chùa Hòa bình, một trong nhiều di tích như vậy trên khắp thế giới được xây dựng theo nguyên mẫu Phật giáo Nipponzan Myohoji để thúc đẩy và truyền cảm hứng hòa bình cho thế giới. Phù đồ được xây dựng vào năm 1959, ở lưng chừng núi Moiwa để kỷ niệm hòa bình sau Chiến tranh thế giới thứ hai. Nó chứa một số tro cốt của Đức Phật đã được Thủ tướng Nehru tặng cho Hoàng đế Nhật Bản vào năm 1954.

### Công viên/vườn
- Công viên Odori
- Công viên Nakajima
- Công viên Maruyama nằm gần Hokkaidō Shrine và Sở thú Maruyama.
- Công viên Moerenuma
- Công viên Nishioka là một địa điểm có thiên nhiên phong phú tập trung quanh một hồ nước và bao gồm vùng đầm lầy và rừng của sông Tsukisamu. Công viên này cũng là một trong những môi trường sống chính ở Hokkaidō cho nhiều loài chim hoang dã.
- Công viên tưởng niệm Asahiyama
- Vườn bách thảo Đại học Hokkaido và vườn hồng Chizaki
- Đồi quan sát Hitsujigaoka có một trang trại với cừu và thu hút du khách với một bức tượng của William S. Clark.

### Sự kiện/lễ hội

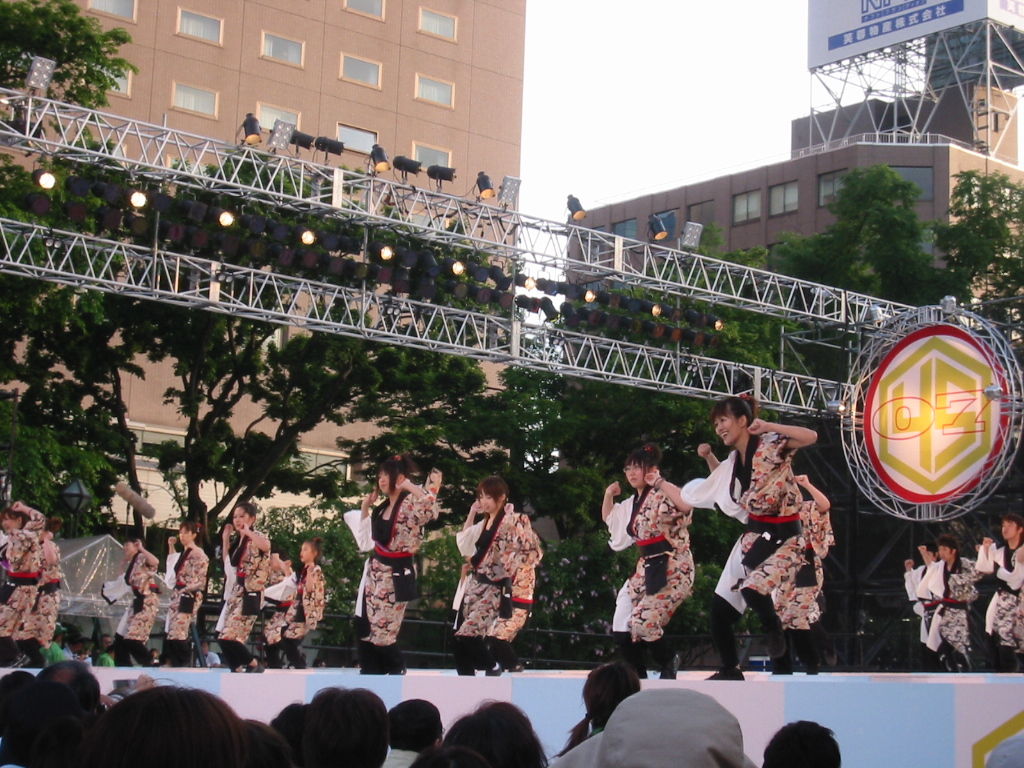
Các vũ công trong lễ hội Yosakoi Sōran

Tháng 2: Lễ hội tuyết Sapporo - địa điểm chính là tại công viên Odori và các địa điểm khác bao gồm Susukino (được gọi là Lễ hội băng Susukino) và Sapporo Satoland. Nhiều bức tượng bằng tuyết được xây dựng bởi các thành viên của Lực lượng Phòng vệ Mặt đất Nhật Bản.
Tháng 5: Lễ hội Lilac ở Sapporo. Lilac đã được đưa đến Sapporo vào năm 1889 bởi một nhà giáo dục người Mỹ, Sarah Clara Smith. Tại lễ hội, mọi người thưởng thức hoa, rượu và nhạc sống.
Tháng 6: Lễ hội Yosakoi Soran. Các địa điểm của lễ hội tập trung ở công viên Odori và con đường dẫn đến Susukino và có những địa điểm lễ hội khác. Trong lễ hội, nhiều đội nhảy nhảy theo nhạc được sáng tác dựa trên một bài hát truyền thống của Nhật Bản, "Sōran Bushi". Thành viên của các đội nhảy mặc trang phục đặc biệt và thi đấu trên những con đường hoặc sân khấu được xây dựng ở các địa điểm lễ hội. Trong năm 2006, 350 đội tham gia với khoảng 45.000 vũ công và hơn 1.860.000 người đã đến dự lễ hội.
Tháng 9: Lễ hội mùa thu Sapporo
Tháng 12: Chợ Giáng sinh trong công viên Odori, tương tự như chợ Giáng sinh của Đức.
Từ tháng 11 đến tháng 1, nhiều công dân chiêm ngưỡng Sapporo White Illumination.

### Ẩm thực

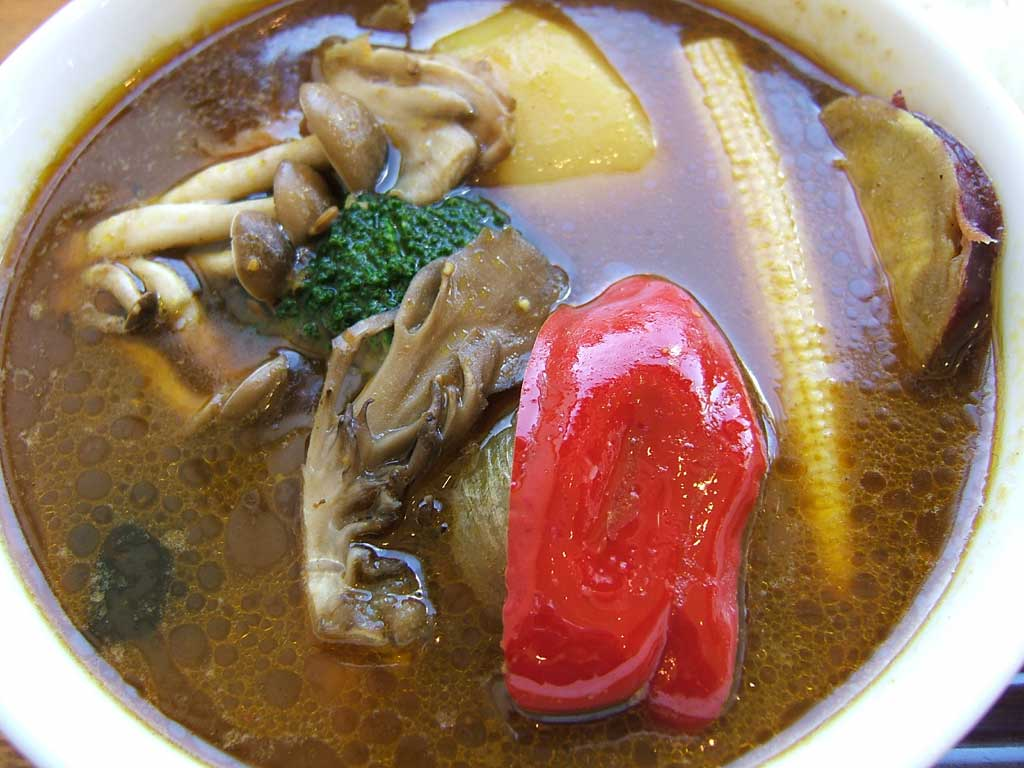
Súp cà ri

Thành phố được biết đến nhờ nhà máy bia Sapporo và bánh quy sô cô la trắng 'shiroi koibito' (白い恋人), cũng là nơi tạo ra mỳ miso ramen. Kouraku Ramen Meitengai ở quận Susukino, một con hẻm có nhiều nhà hàng miso ramen từ năm 1951. Sau khi bị phá hủy do kế hoạch cho Thế vận hội Mùa đông 1972, Ganso Sapporo Ramen Yokocho đã được thành lập ở tại nơi này. Nó thu hút nhiều khách du lịch trong suốt cả năm. Từ năm 1966, một công ty thực phẩm có tên Sanyo Foods đã bắt đầu bán ramen ăn liền dưới tên thương hiệu "Sapporo Ichiban".
Haskap, một loại cây địa phương ăn được thuộc Chi Kim ngân, tương tự như việt quất xanh, là một đặc sản ở Sapporo. Các món ăn đặc sản khác của Sapporo là súp cà ri, một món súp cà ri được làm từ rau và thịt gà hoặc các loại thịt khác và jingisukan, một món thịt cừu nướng, tên do Thành Cát Tư Hãn đặt. Sapporo Sweets là một loại bánh kẹo sử dụng nhiều nguyên liệu từ Hokkaido và cuộc thi kẹo ngọt được tổ chức hàng năm. Sapporo cũng nổi tiếng với hải sản tươi sống bao gồm cá hồi, nhím biển và cua.

### Thể thao

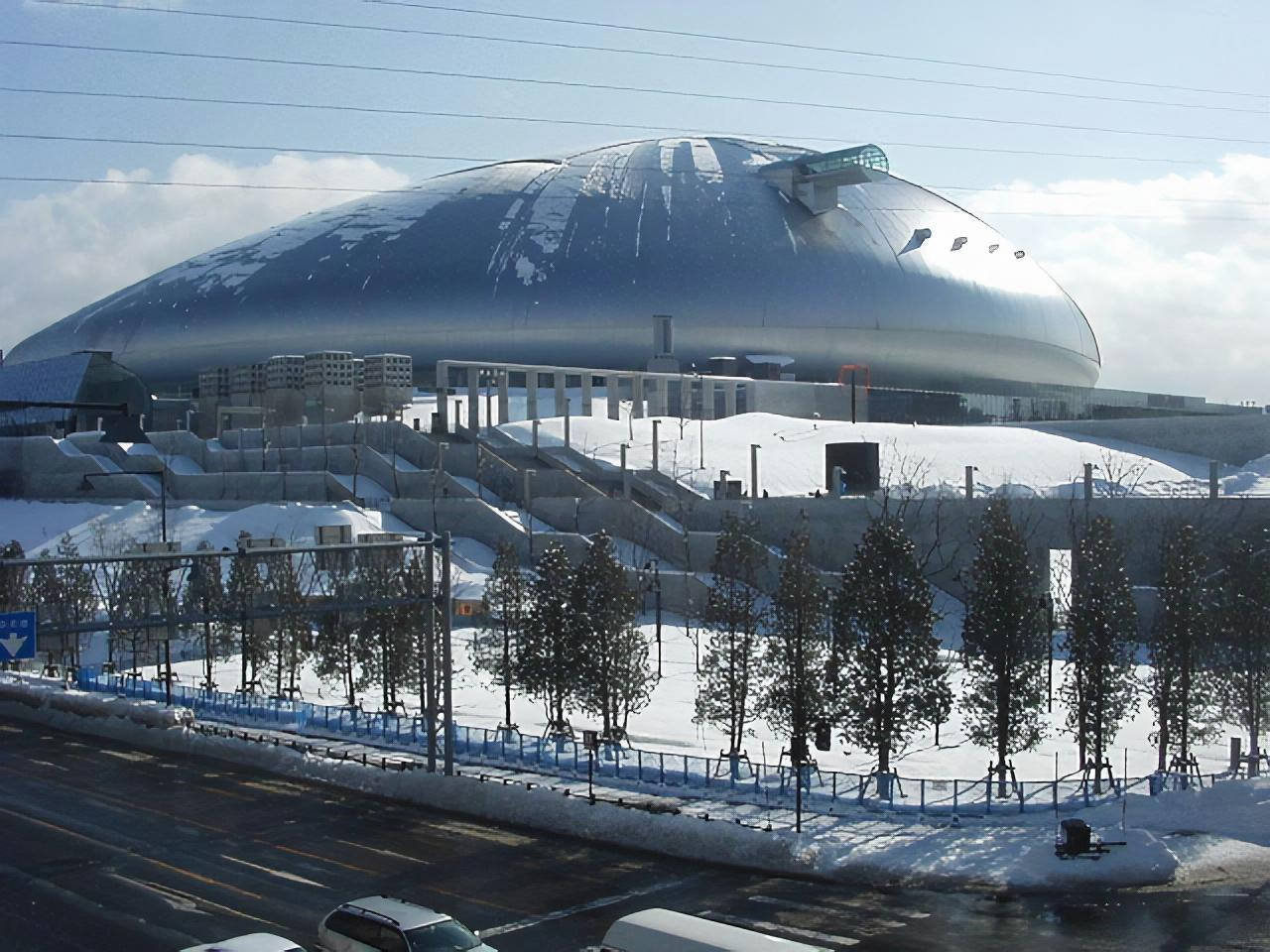
Sapporo Dome vào mùa đông

Sapporo Dome được xây dựng vào năm 2001 và hiện là sân nhà của đội bóng đá địa phương, Hokkaido Consadole Sapporo, đội bóng chày Hokkaido Nippon-Ham Fighters và đội bóng rổ Levanga Hokkaido.
Sapporo được chọn là nơi tổ chức Thế vận hội mùa đông lần thứ 5 dự kiến vào ngày 3 đến 12 tháng 2 năm 1940, nhưng Nhật Bản phải từ chức đăng cai thế vận hội và nhờ IOC kiếm nước khác đăng cai, sau khi chiến tranh Trung-Nhật nổ ra vào năm 1937.
Thế vận hội sẽ trở lại thành phố vào năm 2020 khi nó tổ chức một phần Bóng đá tại Thế vận hội Mùa hè 2020 khi Tokyo đăng cai tổ chức kể từ lần đầu tiên đăng cai 1964.
Năm 1972, Sapporo đã tổ chức Thế vận hội Mùa đông. Một số cấu trúc được xây dựng cho các sự kiện Olympic này vẫn được sử dụng cho đến ngày hôm nay, bao gồm các khu trượt tuyết tại Miyanomori và Okurayama. Đại diện chính quyền Sapporo cho biết thành phố đang xem xét đấu thầu Thế vận hội Mùa đông 2026 hoặc 2030. Thành phố dự đoán có thể tốn 456,5 tỷ Yên (4,3 tỷ USD) để tổ chức, theo báo cáo được công bố ngày 12 tháng 5 năm 2016. Alpen sẽ ở Niseko, khu nghỉ mát trong nhà có tuyết thứ hai thế giới. Các kế hoạch đã được trình bày cho Ủy ban Olympic Nhật Bản vào ngày 8 tháng 11 năm 2016. Vào năm 2002, Sapporo đã tổ chức ba trận đấu của FIFA World Cup tại Sapporo Dome. Vào năm 2006, Sapporo đã tổ chức một số trận của Giải vô địch bóng rổ thế giới 2006 và cũng cho Giải bóng chuyền nữ Vô địch thế giới FIVB 2006. Vào năm 2007, Sapporo đã tổ chức Giải vô địch trượt tuyết thế giới Nordic FIS tại Sapporo Dome. Nó đã là thành phố chủ nhà của hai lần sự kiện Đại hội Thể thao Mùa đông châu Á và đồng tổ chức Đại hội Thể thao Mùa đông châu Á 2017 với Obihiro.
Trượt tuyết vẫn là một môn thể thao chính ở Sapporo với hầu hết tất cả trẻ em như là một phần của chương trình giảng dạy ở trường. Trường tiểu học Okurayama là trường có đồi trượt tuyết trên sân trường. Trong thành phố là những ngọn đồi trượt tuyết cho thương mại bao gồm Moiwayama, Bankeiyama, KobaWorld, Sapporo Teine và Fu's.
Nhiều sân vận động được đặt tại Sapporo và một số trong số chúng đã được chỉ định là địa điểm của các cuộc thi đấu thể thao. Sapporo Community Dome, còn được biết đến với biệt danh "Tsu-Dome", đã tổ chức Chợ Vàng, một sự kiện chợ trời lớn thường được tổ chức hai lần một năm, cùng với một số sự kiện thể thao. Makomanai Ice Arena, trong công viên Makomanai, là một trong những địa điểm của Thế vận hội Mùa đông năm 1972. Nó được đổi tên thành Đấu trường băng Makomanai Sekisuiheim năm 2007, khi Sekisui Chemical Co., Ltd. quyền đặt tên và đổi tên đấu trường sau thương vụ bất động sản của họ. Các địa điểm thể thao lớn khác bao gồm Sân vận động Makomanai Open, Tsukisamu Dome, Sân vận động bóng chày Maruyama và Trung tâm thể thao Hokkaido.
Toyota Big Air là một sự kiện trượt tuyết quốc tế lớn được tổ chức hàng năm tại Sapporo Dome, thu hút nhiều người trượt tuyết giỏi nhất thế giới.

#### Đội thể thao chuyên nghiệp
| Câu lạc bộ                   | Môn       | Giải                           | Địa điểm                                       | Thành lập |
| ---------------------------- | --------- | ------------------------------ | ---------------------------------------------- | --------- |
| Hokkaido Nippon-Ham Fighters | Bóng chày | Bóng chày chuyên nghiệp Nippon | Sapporo Dome                                   | 2004      |
| Levanga Hokkaido             | Bóng rổ   | B.League Hạng 1                | Trung tâm thể thao Hokkaido, Tsukisamu Dome    | 2006      |
| Hokkaido Consadole Sapporo   | Bóng đá   | J1 League                      | Sân vận động Công viên Atsubetsu, Sapporo Dome | 1996      |

- J. League – Hokkaido Consadole Sapporo (J1 năm 1998, 2001–2002, 2008, 2012, 2017–nay; J2 năm 1999–2000, 2003–2007, 2009–2011, 2013–2016).
- NPB – Hokkaido Nippon Ham Fighters thuộc giải Pacific League

## Dân số
Năm 2005 thành phố có 1.947.097 người, mật độ dân số là 1668 người/km² (tổng diện tích 1.121,12 km²).

## Giao thông

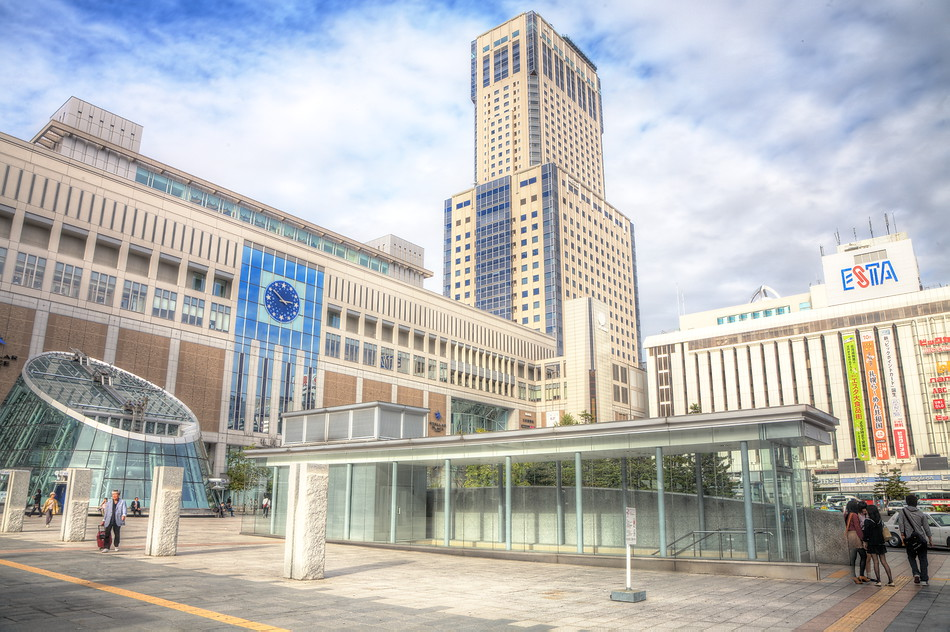
Ga Sapporo

Sapporo có một tuyến xe điện, ba tuyến JR Hokkaido, ba tuyến tàu điện ngầm và xe buýt JR, Xe buýt Chuo và các tuyến xe buýt khác. Tàu điện ngầm Sapporo có bánh xe cao su.

### Vận chuyển nhanh

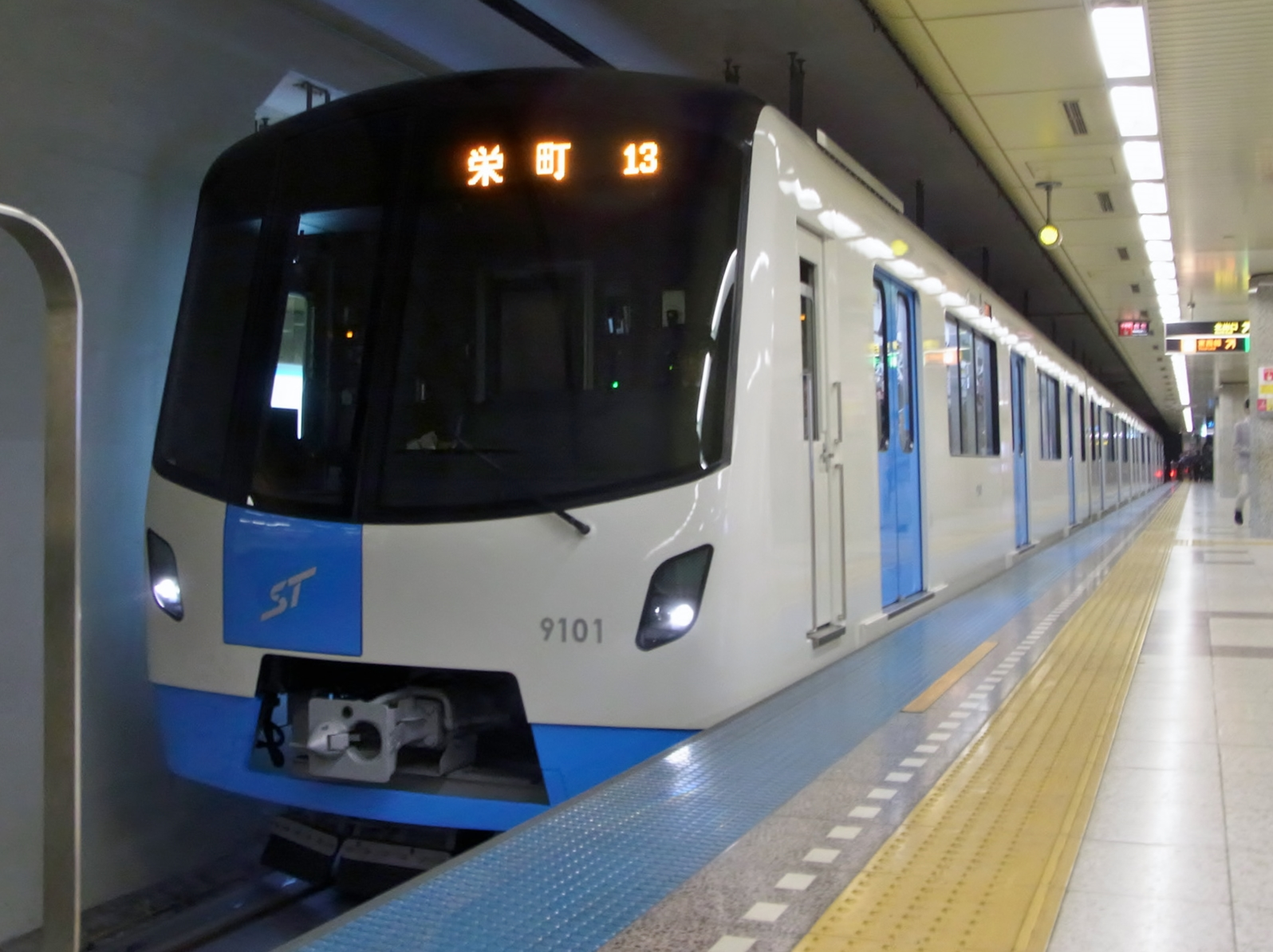
Tàu điện ngầm đô thị Sapporo là hệ thống tàu điện ngầm bánh lốp duy nhất ở châu Á

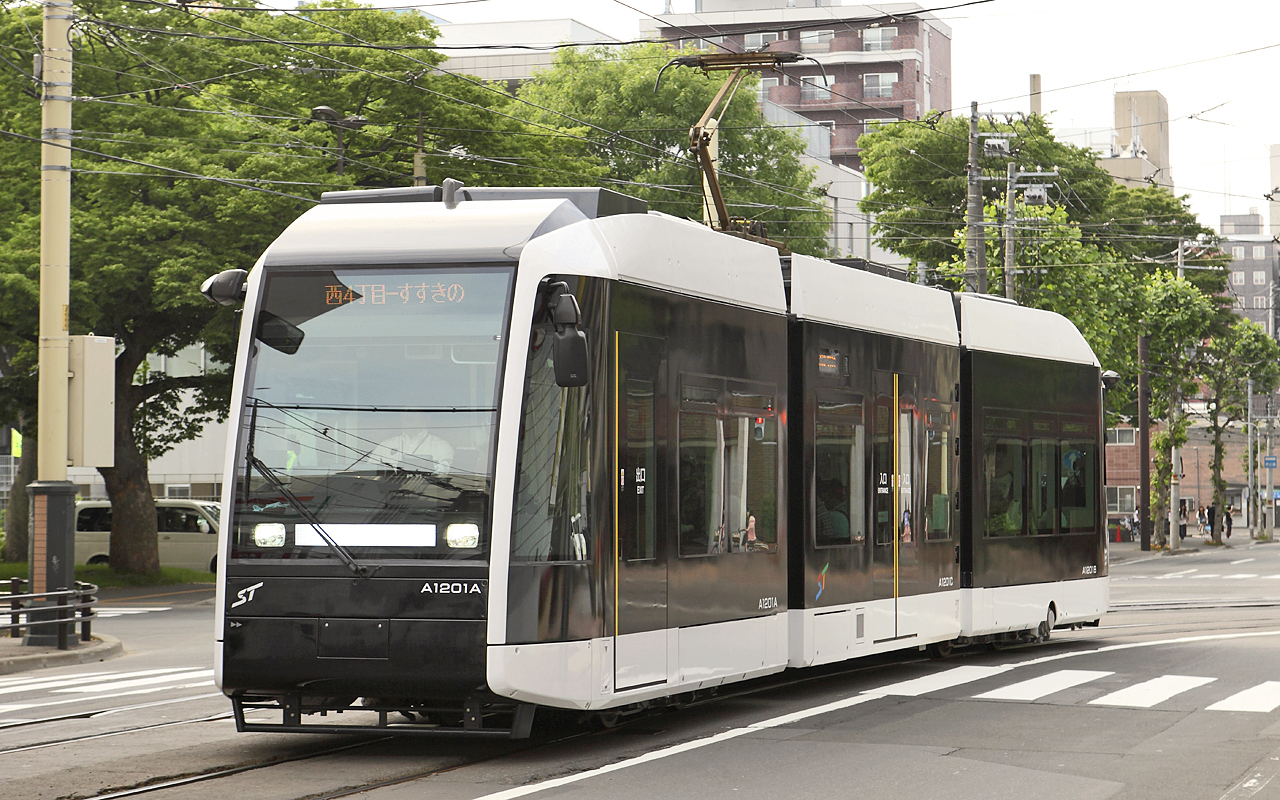
Xe điện Sapporo là hệ thống xe điện tròn duy nhất ở châu Á

- Tàu điện ngầm đô thị Sapporo

- Xe điện Sapporo

- Cáp treo núi Moiwa
- Cáp treo Teineyama

### Đường sắt
- Các ga JR Hokkaido ở Sapporo
  - Tuyến Hakodate: (Zenibako) – Hoshimi – Hoshioki – Inaho – Teine – Inazumi Kōen – Hassamu – Hassamu Chūō – Kotoni – Sōen – Sapporo – Naebo – Shiroishi – Atsubetsu – Shinrinkōen – (Ōasa)
  - Tuyến Chitose: Heiwa – Shin Sapporo – Kami Nopporo – (Kita-Hiroshima)
  - Tuyến Sasshō (Tuyến Gakuentoshi): Sōen – Hachiken – Shinkawa – Shinkotoni – Taihei – Yurigahara – Shinoro – Takuhoku – Ainosato Kyōikudai – Ainosato Kōen – (Ishikari Futomi)

### Hàng không
Khu vực Sapporo được phục vụ bởi hai sân bay: Sân bay Okadama, nơi cung cấp các chuyến bay trong khu vực ở Hokkaido và Sân bay Chitose mới, một sân bay quốc tế lớn hơn nằm ở thành phố Chitose cách 48 km được kết nối bằng các chuyến tàu cao tốc thông thường mất khoảng 40 phút.

### Xe đưa đón sân bay, tour du lịch và dịch vụ xe buýt
Một xe buýt đưa đón sân bay phục vụ đến tất cả các khách sạn ở Sapporo hoạt động hàng ngày trong năm. SkyExpress được thành lập vào năm 2005 và cũng cung cấp vận chuyển đến và đi từ các khu trượt tuyết khác nhau trên khắp Hokkaido, bao gồm cả Niseko.

## Đại học

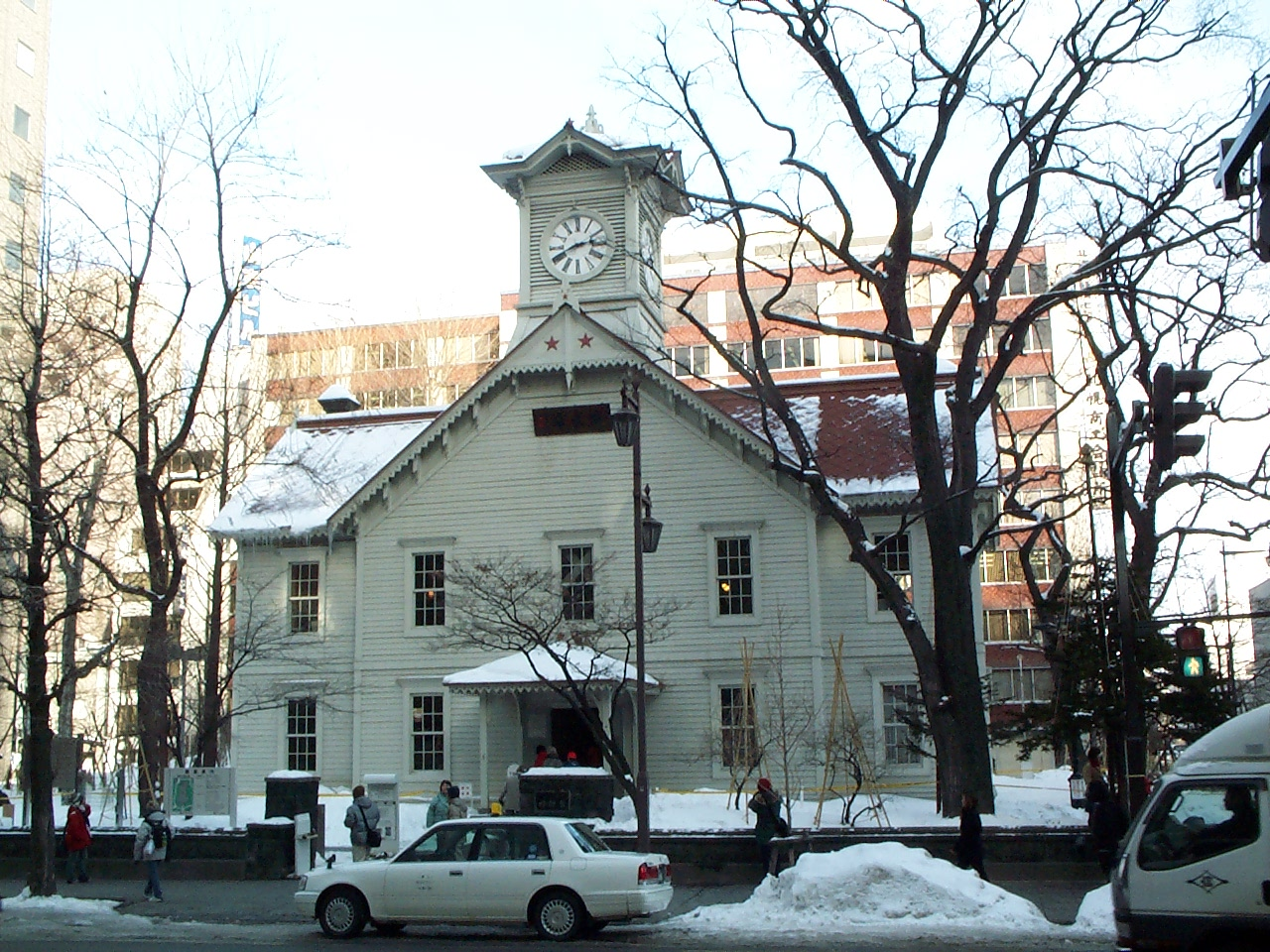
Tháp đồng hồ Sapporo, trước đây là một phần của Đại học Hokkaido vào thế kỷ 19

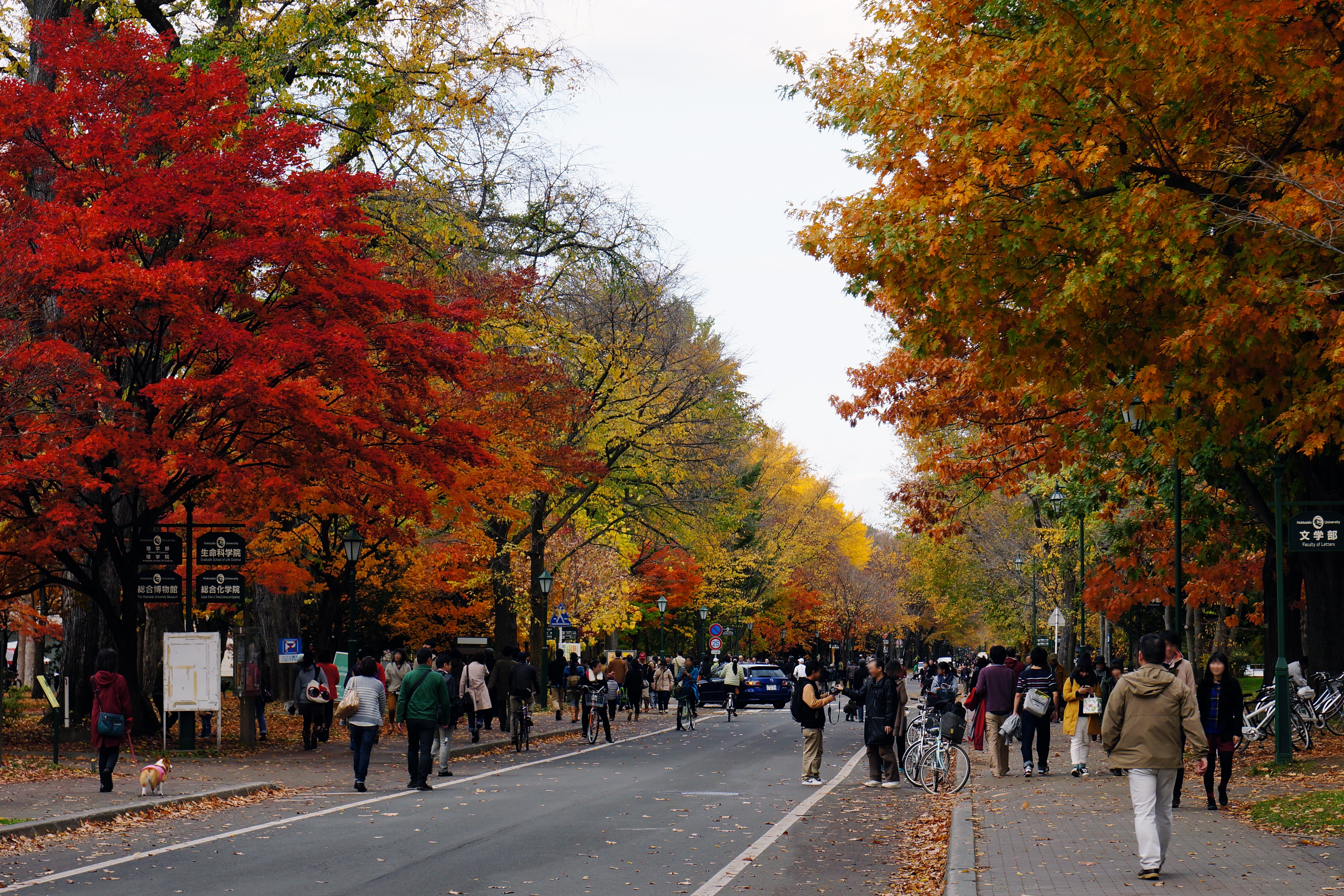
Đại học Hokkaido

### Đại học Quốc gia
- Đại học Hokkaido(北海道大学 - Hokkaidō daigaku, Hokkaido University)
- 北海道教育大学札幌校, Hokkaido University of Education, Sapporo Campus

### Đại học công lập
- 札幌医科大学, Sapporo Medical University
- 札幌市立大学, Sapporo City University

#### Đại học tư
- Đại học Sapporo
- Đại học Hokusei Gakuen
- Trường Thương mại Hokkai
- Đại học Hokkai Gakuen
- Đại học Nữ Fuji
- Đại học quốc tế Sapporo
- Cao đẳng Tenshi
- Đại học Khoa học Y tế Hokkaido
- Đại học Sapporo Ōtani
- Đại học Hokkaido Tokai
- Cao đẳng Nữ Hokkaido Musashi
- Đại học Hokkaido Bunkyo
- Đại học Khoa học Hokkaido
- Cao đẳng Nữ Koen Gakuen
- Học viện Công nghệ Hokkaido
- Cao đẳng Dược Hokkaido
- Đại học Khoa học Y tế Sapporo
- Cao đẳng chăm sóc sức khỏe Nhật Bản

### Trường tiểu học và trung học

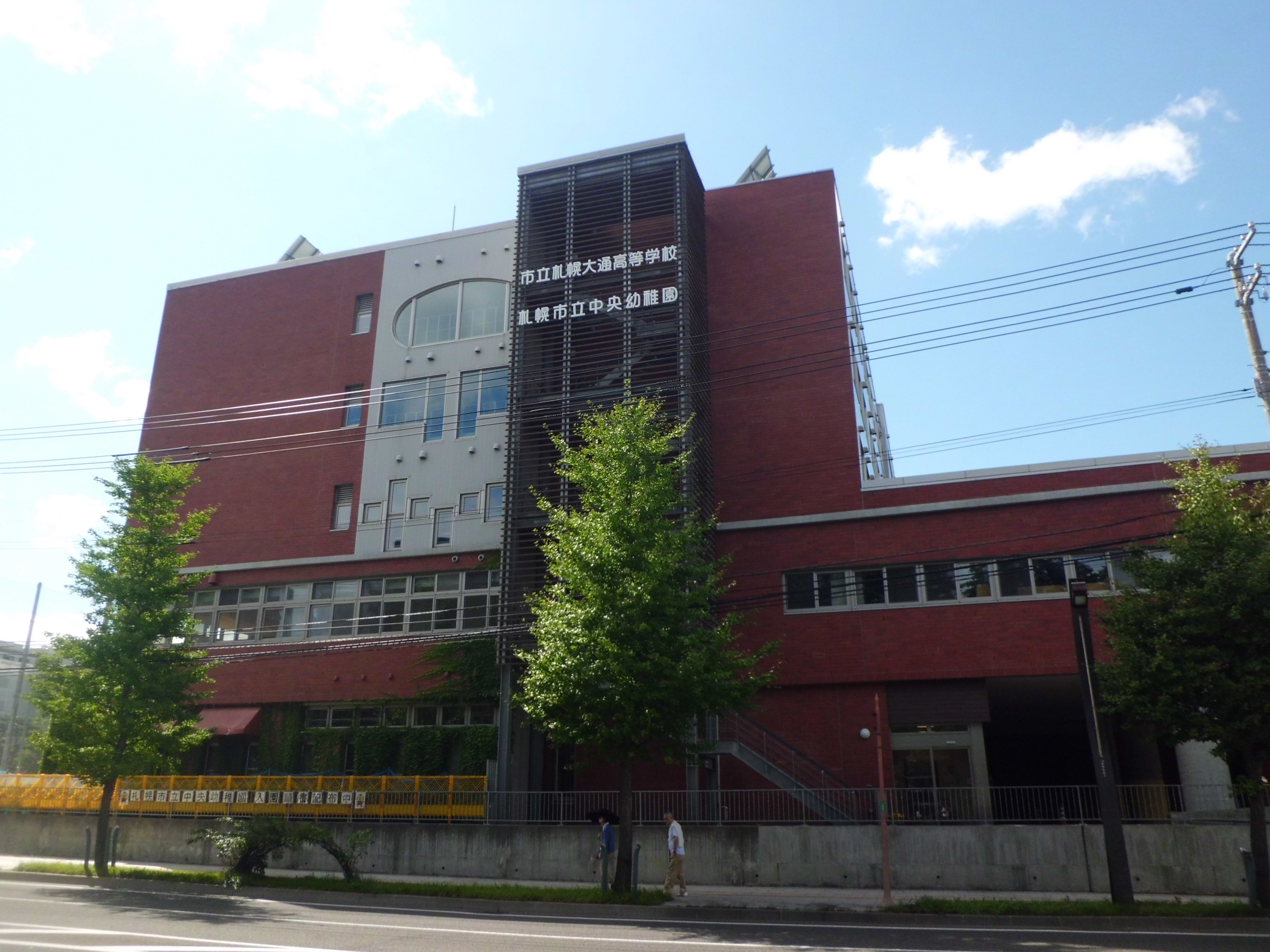
Trường trung học Sapporo Odori

Trường trung học Sapporo Odori cung cấp các lớp học tiếng Nhật cho sinh viên nước ngoài và trở về Nhật Bản và trường có chỉ tiêu tuyển sinh đặc biệt cho các nhóm này.
Thành phố có hai trường quốc tế tư:
- Trường quốc tế Hokkaido
- Trường Tiểu học, Trung học Cơ sở và Trung học Phổ thông Hokkaido (Trường Bắc Triều Tiên)

## Thành phố kết nghĩa
Sapporo có kết nghĩa với một số thành phố trên toàn thế giới.
- Portland, Oregon, Hoa Kỳ, từ 1959
- Munich, Bayern, Đức, từ 1972
- Thẩm Dương, Liêu Ninh, Trung Quốc, từ 1980
- Novosibirsk, Nga, từ 1990
- Daejeon, Hàn Quốc, từ 2010